# 浅川増幸
浅川 増幸（あさかわ ますゆき、生没年不詳）は、日本のフィールドホッケー選手。1932年ロサンゼルスオリンピックで日本代表チームの主将を務めた。

## 経歴
1926年（大正15年）慶應義塾大学経済学部卒業。1932年（昭和7年）、ロサンゼルスオリンピックで初めて派遣された日本代表ホッケーチーム（13人）に参加、主将を務めた。
日本のオリンピック出場が決まったのは開幕4か月前の1932年4月で、チーム結成が5月末、準備期間が1か月というあわただしいチーム編成であった。チームは大学生中心で、有力選手も種々の事情で選出できないという状況のもと、会社員であった浅川は反対を振り切って参加したという。
ロサンゼルスオリンピックは、世界恐慌の影響に加え、ヨーロッパからは開催地が遠方であったため、参加選手数は前回アムステルダム大会から半減するという状況にあった。とくにフィールドホッケーは派遣費用がかかることもあって欧州諸国は参加せず、参加国は3か国（前回大会優勝のインド、開催国のアメリカ、初参加の日本）であった。日本はインドには1-11で敗れたもののアメリカに9-2で勝利し、2位（銀メダル）を獲得した。この大会でのフィールドホッケー銀メダルは、日本がオリンピックの団体競技で初めて獲得したメダルである。